# Psychoda musae
Psychoda musae är en tvåvingeart som beskrevs av Rosario 1936. Psychoda musae ingår i släktet Psychoda och familjen fjärilsmyggor. Inga underarter finns listade i Catalogue of Life.